# Rasmus Mononen
Claes Rasmus Mononen, född 30 april 1987 i Möllevången, Malmö, är en svensk musikalartist, regissör, manusförfattare och teaterchef.

## Biografi
Mononen växte upp på Söderslätt i Skåne och gick sedan musiklinjen på Heleneholms gymnasium 2004-2007, varefter han studerade till musikalartist på Kulturama 2007-2009 och Högskolan för scen och musik i Göteborg 2011-2014. Redan sedan 2006 har han dock varit verksam som musikalartist på bland annat Malmö Opera, Nöjesteatern, Åbo svenska teater, Länsteatern på Gotland och Cirkus i Stockholm. 2015 spelade han den manliga huvudrollen Tony i West Side Story i en produktion av Uppsala universitet.
Parallellt med skådespelandet regisserar och skriver han främst musikteaterverk, bland annat ett par barnmusikaler för kryssningsfartyget Silja Galaxy, En natt i yttre rymden och Don't Stop Believin' (2014), samt turnéproduktionen Alex (2017) med dans och teater om självskadebeteenden.
År 2015 tog han initiativet till att i sin uppväxttrakt tillsammans med en mängd lokalt engagerade personer i en lada bygga upp Lilla Beddinge Teater, vars konstnärlige ledare och regissör han sedan dess varit, med musikteaterproduktioner främst sommartid. För teatersatsningen och produktionen av Dåliga mänskor tilldelades teatern Medeapriset 2017.

## Roller
| År   | Roll                                          | Produktion                                                                 | Regi             | Teater                 |
| ---- | --------------------------------------------- | -------------------------------------------------------------------------- | ---------------- | ---------------------- |
| 2006 | Ung man                                       | South Pacific Richard Rodgers och Oscar Hammerstein                        | Åsa Melldahl     | Malmö Opera            |
| 2006 | Roger                                         | Rent                                                                       |                  | Nöjesteatern           |
| 2010 | Prouvaire                                     | Les Misérables                                                             |                  | Åbo Svenska Teater     |
| 2012 | Claude                                        | Hair                                                                       |                  | Ydre Riskteater        |
| 2012 |                                               | Songs for a New World                                                      |                  | Länsteatern på Gotland |
| 2013 | Ensemble                                      | Miss Saigon Claude-Michel Schönberg, Alain Boublil och Richard Maltby, Jr. | Ronny Danielsson | Malmö Opera            |
| 2014 | Robert                                        | Rebecca Sylvester Levay och Michael Kunze                                  | Åsa Melldahl     | Malmö Opera            |
| 2014 | Janko Pasja Antipov (Strelnikov) (understudy) | Doktor Zjivago Michael Weller, Michael Korie, Amy Powers och Lucy Simon    | Ronny Danielsson | Malmö Opera            |
| 2015 | Carson                                        | American Idiot Green Day, Billie Joe Armstrong och Michael Mayer           | Philip Zandén    | Malmö Opera            |
| 2015 | Tommy                                         | Pippi Långstrump                                                           |                  | Nöjesteatern           |
| 2015 | Tony                                          | West Side Story                                                            |                  | Uppsala universitet    |
| 2016 | Tony Elliot, storebror                        | Billy Elliot Lee Hall och Elton John                                       | Ronny Danielsson | Malmö Opera            |
| 2016 | Swing                                         | Phantom of the Opera                                                       |                  | Cirkus, Stockholm      |
| 2020 | Heckie Eddie Ryan (understudy)                | Funny Girl Jule Styne, Bob Merrill och Isobel Lennart                      | Ronny Danielsson | Malmö Opera            |